# The 69 Eyes
The 69 Eyes (укр. 69 очей) — фінський рок-гурт, що виконує пісні у жанрі готик-рок.

## Історія

### Ранні роки
В 1990 році розважаючись в барах з друзями, Базі, що грав у той час на ударній установці в починаючому гурті, знайомиться з Юркі. Як виявилося, їх музичні смаки збіглися і наступний гурт вони збирають вже вдвох. Так склалося, що Базі став грати на гітарі, а Юркі — співати. З тих самих пір обов'язки при створенні нових пісень розподілені таким же чином: Юркі складає слова, а Базі — музику. Ритм-гітаристом молодої групи став Тімо-Тімо. Пошуки басиста на якийсь час затягнулися. Але після того, як Базі, знову ж в одному з барів, зустрічає Арчі, ця проблема відпала — Арчі прийшов на репетицію і відразу ж влився до колективу. Останній хто приєднався до ватаги — драммер Юссі. Так з'явився на світ гурт The 69 Eyes.

### Back In Blood (2009—2012)
На початку 2009 колектив опублікував повідомлення: «The 69 Eyes почали записувати свій новий, дев'ятий за рахунком, альбом з лауреатом Греммі, продюсером Меттом Гайдом». Процес запису проходив у Гельсінкі і Лос-Анджелесі. У травні лейбл Nuclear Blast анонсував підписання контракту з фінами. Платівка отримала назву «Back In Blood» (укр. «Повернення до крові»), а її реліз відбувся 28 серпня.

### Х (2012—2015)
У травні 2012 The 69 Eyes почали роботу над своїм десятим альбомом, який отримав назву «X» (укр. «Ікс»). Його вихід відбувся 28 вересня на лейблі RCA/Sony Music, а в інших країнах Європи та Північної Америки на Nuclear Blast. Першим синглом з альбому стала пісня «Red», яка з'явилась в серпні.

### Universal Monsters (2015— наш час)
У липні 2015 з'явилась інформація, що гурт відправився у студію для запису нового альбому. А наприкінці листопада 2015 року хлопці визначилися з назвою платівки, а також з першим синглом. Диск отримав назву «Universal Monsters» (укр. «Всесвітні Монстри»), продюсером альбому виступив Джонні Лі Майклз. Перший сингл з диска «Jet Fighter Plane» вийде 15 січня 2016 року. Щодо альбому, то його вихід запланований на квітень 2016 року.

## Музичний стиль
На початку стилем The 69 Eyes були глем-метал та хард-рок, піддавшись впливу таких гуртів, як Mötley Crüe та Hanoi Rocks. Невдовзі вплив на стиль колективу спричинили готичні рок-гурти, а саме — The Mission, The Cult, The Sisters of Mercy. Їхню музику можна було описати як суміш похмурих елементів готик-року з гітарними партіями рок-н-ролу.

## Склад
- Юркі 69 (Jyrki Pekka Emil Linnankivi) — лід-вокал
- Базі (Pasi Moilanen) — гітара, беквокал
- Тімо-Тімо (Timo Tapio Pitkänen) — гітара
- Арчі (Arto Väinö Ensio Ojajärvi) — бас, беквокал
- Юссі 69 (Jussi Heikki Tapio Vuori) — ударні

## Дискографія[10]
- 1992 — Bump N'Grind
- 1995 — Savage Garden
- 1997 — Wrap Your Troubles In Dreams
- 1999 — Wasting The Dawn
- 2000 — Blessed Be
- 2002 — Paris Kills
- 2004 — Devils
- 2007 — Angels
- 2009 — Back in Blood
- 2012 — X
- 2016 — Universal Monsters
- 2019 — West End
- 2023 — Death of Darkness